# Telecommunication and Internet Converged Services and Protocols for Advanced Networks
Telecommunication and Internet Converged Services and Protocols for Advanced Networks (TISPAN) es un organismo de estandarización, perteneciente al ETSI (European Telecommunications Standars Institute), cuyo objetivo es establecer la convergencia de redes basadas en conmutación de circuitos con redes basadas en conmutación de paquetes, es decir, que redes fijas y móviles formen parte de una misma red. En concreto, TISPAN abarca los aspectos relacionados con los servicios, arquitectura y protocolos, estudios de calidad de servicio, seguridad y movilidad en las redes fijas mediante el uso de distintas tecnologías, tanto tecnologías existentes como emergentes.

## Historia
Ante la posible desaparición de las redes fijas debido a los beneficios de las tecnologías móviles y las redes sobre IP, surge la necesidad de crear una nueva infraestructura de red que transporte de manera conjunta el tráfico telefónico y el tráfico de Internet, la cual se base únicamente en conmutación de paquetes.
Debido a esto, en el año 2003, surge un nuevo organismo denominado TISPAN, de la unión de otros dos comités también pertenecientes al ETSI, TIPHON (Telecommunication and Internet Protocols Harmonization Networks) y SPAN (Signaling Protocols for Advanced Networks). TIPHON era un proyecto encargado de definir el OSP (Open Settlement Protocol), protocolo utilizado por los proveedores de un servicio para conceder autorizaciones, creación de cuentas y ofrecer soporte a la telefonía IP mientras que SPAN se encargaba de la definición y gestión de servicios de redes avanzadas, por ejemplo, ISDN o VPN.
A partir de la formación de TISPAN se crea una nueva infraestructura que cumple estas nuevas expectativas denominada redes de próxima generación (NGN).

### TISPAN NGN Release 1
NGN Release 1 fue publicada en el año 2005, cumpliendo con la referencia general para NGN en Y.2011. Esta publicación supuso el comienzo hacia los servicios integrados y las funciones y las capacidades de red que se necesitan para construir una red de próxima generación.
Las especificaciones de NGN Release 1 pueden apoyar servicios adicionales y capacidades no descritas por el FGNGN (Focus Group on NGN), el cual fue creado para abordar las necesidades emergentes respecto a los servicios, arquitectura funcional y movilidad, seguridad, QoS, control y señalización de red para los estándares globales para NGN.
Release 1 se basa en la separación de los servicios y las tecnologías de transporte. Cada una de estas capas se descompone en subsistemas que cumplen unas funciones concretas en la arquitectura global. Debido a esta separación es posible que nuevos subsistemas puedan agregarse con el tiempo para cubrir nuevas necesidades.

### TISPAN NGN Release 2
NGN Release 2 fue publicada en el año 2008, añadiendo una buena conexión con redes domésticas y dispositivos, interconexión de las NGN con redes corporativas y un nuevo elemento clave para la NGN como IMS e IPTV no basada en IMS. 

### TISPAN NGN Release 3
Desde 2008 aproximadamente, TISPAN comenzó a trabajar en NGN Release 3, buscando mejoras para IPTV, la interconexión de redes IP, mejoras en la seguridad de las NGN y QoS entre requisitos de NGN en continua evolución.

## Estructura de TISPAN
TISPAN se corresponde con un único comité en el cual se incluyen distintos grupos de trabajo los cuales están clasificados en función de un área determinada. Se compone específicamente de 8 grupos: WG1, WG2, WG3, WG4, WG5, WG6, WG7 y WG8.
- WG1

En este grupo se administran los estudios relacionados con los servicios y aplicaciones de NGN en relación con los usuarios. Específicamente sus funciones son la coordinación y descripción de los servicios con otras redes, como por ejemplo, GSM o ISDN. Dichas funciones se realizan teniendo en cuenta un factor importante como es la identificación de los requisitos necesarios para procurar soporte.
Además WG1 se ocupa de la importante tarea de relacionar el trabajo resultante de TISPAN con otros campos de ETSI. 
- WG2

Este grupo, en general, se encarga de la parte relacionada con la arquitectura, es decir, de la creación, el uso y el progreso de la arquitectura de una forma coherente y eficaz, incluyendo aspectos de movilidad y teniendo en cuenta las nuevas necesidades de mercado y las nuevas tecnologías.
- WG3

El grupo WG3 se encarga de todo lo relacionado con los protocolos, es decir, su definición, los requisitos que cumplen, el mapeado, los perfiles, el análisis de protocolos procedentes de otras ramas, extensiones y especificaciones entre redes.
- WG4

La función de este grupo es la de coordinar los diferentes trabajos realizados por el resto de grupos de trabajo con el fin de poder dar soporte a otros cuerpos de ETSI. Para ello se encarga de la numeración, el direccionamiento y el encaminamiento, mediante la traducción de nombre y direcciones.
Este grupo es el representante de ETSI en la ENF (European Numbering Forum) y en el ETNS (European Telephony Numbering Space) y además colabora con ERO (European Radio Office).
- WG5

WG5 es el grupo responsable de valorar los posibles impactos en el entorno del cliente (red compuesta por cliente gateway, usuario final, segmentos de red, adaptadores de red y nodos) procedentes de los requisitos de alto nivel del sistema necesarios para soportar los servicios TISPAN definidos y capacidades referentes a capas más altas.
Este grupo tendrá que tener en consideración el trabajo de otros grupos, ya que necesitará tener en cuenta para definir los requisitos áreas tales como la arquitectura, los protocolos y las interfaces.
Además este grupo, en caso de que ocurran algunas modificaciones debido al cambio de necesidades del usuario o del escenario, debe comunicar los nuevos requisitos al resto de grupos, realizando nuevas especificaciones para las distintas áreas antes mencionadas y para la plataforma de control IMS.
- WG6

El grupo WG6 se encarga del mantenimiento y la coordinación de la parte de testeo para la telefonía de nueva generación, manteniendo las mismas especificaciones para testeo que ya existían pero hallándose la posibilidad de definir otras nuevas en caso de que fuese necesario.
- WG7

En este grupo se encargan de la parte de seguridad, concretamente se dedicaran al desarrollo de especificaciones de seguridad para las comunicaciones de próxima generación, a la investigación de servicios y mecanismos de seguridad que sean necesarios para proveer servicios sobre Internet, al desarrollo de análisis de seguridad de protocolos y elementos utilizados en NGN e indagar en el progreso de la seguridad a nivel mundial.
- WG8

WG8 dirige los estudios que se dedican a la gestión de red de las redes de próxima generación.
Este grupo necesita colaborar con otros grupos TISPAN para definir una serie de normas relacionadas con la gestión.

## Arquitectura de red propuesta por TISPAN
IMS es una tecnología desarrollada por 3GPP con el fin de proporcionar servicios multimedia basados en IP. Su arquitectura está organizada en 3 capas: la capa de aplicación, la capa de control y la capa de acceso. IMS soporta múltiples tecnologías, por ejemplo, tecnologías de acceso como GSM, GPRS y UMTS; tecnologías para el control de sesiones como SIP y SDP; tecnologías para el transporte de red como IPv6 y para el control de flujos como RTP y RTCP.
La arquitectura TISPAN está directamente relacionada con la arquitectura propuesta por 3GPP, es decir, IMS, y lo que pretende es eliminar los componentes GSM de dicha arquitectura añadiendo nuevos elementos para proporcionar la convergencia de las redes. Para adaptar la arquitectura de IMS a un entorno fijo es necesario añadir los subsistemas desarrollados por TISPAN, NASS (Network Access Support Subsystem) y RACS (Remote Access Control Subsystem), los cuales permiten tratar solicitudes que no sean SIP, además de incluir servicios HTTP y P2P, y de proporcionar seguridad e ingeniería de tráfico determinados.
La arquitectura funcional de IMS/TISPAN está estructurada en una capa de servicio y una capa de transporte basadas en IP.
La capa de servicio está compuesta por el núcleo IMS, el subsistema de emulación de PSTN/ISDN(PES), subsistemas multimedia y componentes utilizados por distintos subsistemas como los necesarios para tener acceso a las aplicaciones, para gestionar los perfiles de usuario, enrutamiento de bases de datos (p.e. ENUM), etc.
La capa de transporte proporciona conectividad IP al equipo de usuario de la red NGN mediante el control de los subsistemas NASS y RACS. Estos subsistemas ocultan la tecnología de transporte utilizadas en las redes de acceso y en el núcleo por debajo de la capa IP. 
Cada uno de los subsistemas nombrados se compone de un conjunto de entidades funcionales e interfaces relacionadas. 
Una ventaja de esta arquitectura basada en subsistemas es la posibilidad de poder añadir nuevos subsistemas para proporcionar nuevos servicios. Además también ofrece la oportunidad de que al implementar un subsistema se puedan combinar las diferentes entidades funcionales que lo componen para obtener servicios y capacidades diferentes.

### NASS
El subsistema NASS es responsable de la autenticación de un usuario antes o durante la asignación dinámica de direcciones IP, de la cual también es responsable. Además, también se encarga del proceso de autorización de acceso a la red basada en el perfil de usuario de red, de la configuración de la red de acceso basada en el perfil del usuario, de la configuración del equipo de usuario y de la gestión de localización.
Además sirve de apoyo para desplazamientos temporales y roaming.
Las entidades funcionales correspondientes al subsistema NASS son:
- CLF (Connectivity sesión Location and repository Function)

CLF contiene una serie de registros que indican las sesiones activas. La información que contienen dichos registros es recibida del NACF (ubicación de la red) y de UAAF/PDBF, además de otros datos adicionales.
- NACF (Network Access Configuration Function)

NACF se corresponde con una extensión del componente DHCP y cuya funcionalidad es la asignación de direcciones IP al equipo de usuario.
- PDBF (Profile Data Base Function)

PDBF contiene datos relativos al usuario NASS, en concreto, el perfil de red y los datos de autenticación del usuario.
- UAAF (User Access Authorization Function)

UAAF es una aplicación del servidor Radius y es el responsable de la autenticación del usuario NASS, por ello, también se encarga de recuperar la información de autenticación y el perfil de red del usuario NASS contenida en el PDBF.
- CNGCF (CNG Configuration Function)

CNGCF se utiliza durante el proceso de inicialización y actualización del CNG (Customer Network Gateway).
Las interfaces a través de las cuales se comunican las distintitas entidades son:
- La referencia e3 que permite la comunicación del equipo del usuario con CNGCF para propósitos de configuración.
- Las referencias a1 y a3 son utilizadas entre la red de acceso y NACF y UAAF, respectivamente, con el fin de poder realizar la asignación de direcciones y los procesos de autenticación y autorización.
- La referencia e4 sirve como conexión del subsistema RACS con CLF con el fin de exportar información de perfil de acceso del suscriptor.
- La referencia e2 conecta el subsistema de control de servicio con CLF para poder exportar la información acerca de las sesiones de acceso y como apoyo a los servicios de notificación.

### RACS
RACS es el responsable de dar soporte para las funciones de aplicación incluyendo el soporte de QoS sobre redes de acceso múltiple, de la autorización de las solicitudes de QoS, de definir las políticas que serán aplicadas por los elementos de red y del control de admisión para la solicitud de recursos sobre la base de dichas políticas de red.
Además, en caso de que sea necesario, controla las funciones de NAPT y del firewall entre dos núcleos TISPAN NGN o entre el núcleo y el acceso TISPAN NGN.
Las entidades funcionales correspondientes al subsistema RACS son:
- A-RACF (Access-Resource and Admission Control Function)

A-RACF es el responsable del control de admisión, tanto de la comprobación de acceso basada en perfiles como del control de admisión del recurso según la política del operador.
- SPDF (Service-based Policy Decision Function)

SPDF actúa como punto final en el control de políticas basadas en el servicio, fundamentando sus decisiones en las normas de servicio que define el operador de red, y escondiendo la topología de red subyacente de las aplicaciones y de SPDFs interconectados. 
Las interfaces a través de las cuales se comunican con otras entidades son:
- Las referencias Re e Ia las cuales comunican RACS con las funciones de procesamiento de transporte, concretamente Re comunica A-RACP con la red de acceso e Ia enlaza SPDF con el núcleo TISPAN.
- La referencia e4, que permite la obtención de acceso a la información de perfil de un suscriptor, la cual está alojada en la entidad CLF del subsistema NASS.
- Por último, la referencia Gq, que conecta a la entidad SPDF con el subsistema de control de servicio y el subsistema de aplicaciones con la finalidad de exponer los servicios que ofrece.

## Aplicaciones de TISPAN[4]
Existen varias aplicaciones basadas en IMS/TISPAN, las cuales destacan por ofrecer distintas funcionalidades que facilitan y mejoran las comunicaciones de los usuarios.
Además IMS posee cierta flexibilidad en su arquitectura lo que permite que los operadores y sus proveedores no sean los únicos que puedan desarrollar aplicaciones sino que usando Java y SIP pueden ser desarrolladas por terceros y gracias al protocolo SIP varias aplicaciones pueden ser integradas en un único terminal lo que supone mayor comodidad.
Pero las perspectivas de futuro van más allá y lo que se pretende es que las aplicaciones estén asociadas a un usuario de tal manera que le permita una mayor movilidad pudiendo acceder a sus aplicaciones desde cualquier terminal o acceso a la red.
Hoy en día ya existen una serie de aplicaciones las cuales se pueden clasificar en función de los servicios ofrecidos entre los que se encuentran los servicios de accesibilidad, los servicios orientados al entorno empresarial y los servicios de comunidades de usuarios IMS. Entre los servicios correspondientes al área de accesibilidad cabe destacar la teleasistencia, el servicio “Sígueme”, el servicio “IMR” y el servicio de “Envío inteligente de mensajes”.
Entre los servicios orientados al entorno empresarial encontramos una diversa variedad de aplicaciones que son requeridas por las empresas como Global Voice/Multimedia VPN, Virtual PBX y el anteriormente citado servicio “IMR”, multiconferencias, colaboración instantánea y conferencias de audio/video.
Respecto a la última área de servicio citada, servicios de comunidades de usuarios IMS, se puede decir que lo que ofrecen son servicios más orientados a la comunicación de una comunidad que tiene alguna actividad en común.
Comercialmente, Alcatel fue la primera empresa en lanzar una aplicación que cumplía las especificaciones de los estándares TISPAN permitiendo la distribución de servicios avanzados multimedia IP (VoIP, push-and-talk, conferencias…) y el control de sesiones SIP entre terminales y dispositivos sobre cualquier red, tanto física como inalámbrica. 
Otra empresa que también se ha adaptado a TISPAN es Cirpack, que mediante actualizaciones de software permitía a los operadores fijos desarrollar redes TISPAN permitiendo migrar rápidamente las redes RTC a VoIP e introduciendo con ello nuevos servicios telefónicos.